# CIGS 전지

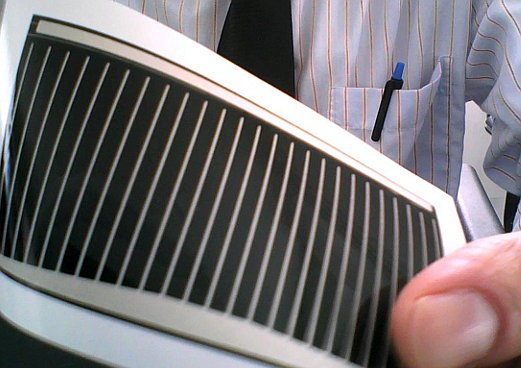
유연한 플라스틱 안감 위의 CIGS 전지. 다른 구조들은 두 유리틀 사이에 뻣뻣한 CIGS 패널을 끼어놓은 상태로 사용한다.

구리 인듐 갈륨 셀레늄 태양전지(copper indium gallium selenide solar cell, CIGS cell, CI(G)S, CIS cell)는 태양빛을 전력으로 변환하기 위해 사용되는 박막 태양전지이다. 앞뒤에 전극을 부착시켜 전류를 모음과 더불어 유리나 플라스틱 안감에 구리 인듐 갈륨 셀레늄의 얇은 층을 증착시켜 제조된다. 재료의 높은 흡수 계수와 태양빛을 강력하게 흡수하는 성질 덕분에 다른 반도체 물질 대비 훨씬 더 얇은 필름이 필요하다.
CIGS는 주류의 3가지 박막 PV 기술들 가운데 하나이며, 나머지 2가지는 카드뮴 텔루르 광전지, 비정질 실리콘이다. 이 물질들처럼 CIGS 층들은 충분히 유열한 정도로 얇으므로 유연한 기질 위에 증착될 수 있게 한다. 그러나 이 기술들 모두가 일반적으로 고온의 증착 기술을 사용하므로 CIGS 전지의 저온 증착의 발전이 성능차를 많이 상쇄하였다고 할지라도 유리에 증착된 전지로부터 최상의 성능을 나타내는 것이 일반적이다. CIGS는 전지 단계에서 폴리실리콘을 능가하지만 업스케일링이 덜 성숙한 까닭에 모듈 효율성은 더 낮은 편이다.
박막 시장 점유율은 15% 정도로 정체된 상태이며 PV 시장의 나머지가 결정질 실리콘으로 구성된 전통 태양 전지로 남아있다. 2013년, CIGS의 시장 점유율은 약 2%이며 모든 박막 기술들을 한데 합치면 10% 미만이다. CIGS 전지는 꾸준히 개발되고 있으며 박막 기술에서 일반화되어 있듯이 저비용을 유지하면서 실리콘과 같은 효율성에 도달할 것을 약속하고 있다. 저명한 CIGS 태양광전지 제조업체들로는 현재는 파산한 기업인 나노솔라와 Solyndra가 있었다. 현재 시장을 지도하는 기업으로는 일본 기업인 솔라 프론티어, 글로벌 솔라, GSHK 솔라가 있으며 카듐이나 납 등의 중금속이 없는 태양 모듈을 생산한다.

## 구리 인듐 갈륨 셀레늄 태양전지 (CIGS 태양전지)
구리 인듐 갈륨 셀레늄 태양전지(copper indium gallium selenide solar cell, CIGS cell, CI(G)S, CIS cell)는 태양빛을 전력으로 변환하기 위해 사용되는 박막 태양전지이다. CIGS 전지는 구리, 인듐, 갈륨, 셀레늄의 화합물 반도체를 이용하여 전자와 정공 쌍을 생성하여 전력을 생성한다. 이는 높은 흡수 계수와 넓은 밴드갭 조절 가능성으로 인해 고효율을 나타내며, 다른 반도체 물질에 비해 얇은 필름으로도 높은 효율을 달성할 수 있다.

## 역사
CIGS 태양전지의 연구는 1970년대에 벨 연구소(Bell Laboratories)에서 시작되었다. 1975년에 CuInSe2 기반 태양전지가 12%의 효율을 달성하였으며, 이는 CIGS 태양전지 개발의 기초가 되었다. 1980년대와 1990년대에 걸쳐 다양한 연구소와 기업들이 CIGS 태양전지의 효율을 향상시키기 위한 연구를 수행하였으며, 그 결과 1990년대 후반에 18% 이상의 효율을 달성할 수 있었다. 최근에는 연구실 환경에서 23.35%의 변환 효율을 달성하였다.
CIGS 태양전지의 상업적 응용은 2000년대 초반에 시작되었으며, 이 시기에 초기의 상업용 CIGS 태양전지가 시장에 등장하였다. 특히 일본의 솔라 프론티어(Solar Frontier)와 미국의 글로벌 솔라(Global Solar)와 같은 기업들은 대규모 생산을 위한 제조 공정 개발에 주력하여, CIGS 태양전지의 상용화를 가속화하였다. 2010년대에 들어서면서 CIGS 태양전지의 효율과 생산 공정이 더욱 개선되었고, 이는 CIGS 태양전지가 기존의 실리콘 태양전지와 경쟁할 수 있는 수준으로 발전하는 데 기여하였다.

## 구조
CIGS 태양전지는 다층 구조로 이루어져 있으며, 각 층은 특정한 기능을 수행한다. 일반적인 CIGS 태양전지의 구조는 다음과 같다:
- 기판 (Substrate): 유리, 플렉시블 폴리머, 스테인리스 스틸 등의 기판 위에 제작된다. 플렉시블 기판은 곡면에도 적용이 가능하여 다양한 응용 분야가 넓다.
- 후면 접촉층 (Mo back contact): 몰리브덴(Mo)층은 후면 전극으로 작용하여 전자 이동을 돕는다.
- 흡수층 (CIGS absorber layer): CIGS는 구리, 인듐, 갈륨, 셀레늄의 합금으로, co-evaporation 또는 sputtering 후 selenization 방법으로 형성된다. 흡수층의 두께는 일반적으로 1-2 μm 정도이다.
- 버퍼층 (Buffer layer): CdS 또는 ZnS, In2S3 같은 재료가 사용되며, 화학적 욕조 증착(CBD) 또는 스퍼터링 기법으로 증착된다. 버퍼층은 주로 전하 분리 및 수송을 향상시키기 위해 사용된다.
- ZnO 윈도우층 (ZnO window layer): n형 ZnO는 스퍼터링 기법으로 증착되며, 전자 전도층으로 작용한다. Al을 도핑한 ZnO(AZO)는 투명 전도성 산화물로 사용된다.
- 투명 전도성 산화물 (Transparent Conductive Oxide, TCO): 주로 ITO(Indium Tin Oxide)나 AZO가 사용되며, 빛을 투과시키면서도 전기 전도성을 제공한다.

각 층의 두께와 조성은 전지의 성능에 큰 영향을 미치며, 제조 공정에서 이러한 파라미터를 정밀하게 조절하는 것이 중요하다. 예를 들어, 흡수층의 두께가 너무 두꺼우면 전자-정공 쌍이 재결합할 확률이 높아져 효율이 감소할 수 있으며, 반대로 너무 얇으면 충분한 빛을 흡수하지 못하게 된다. 또한, 버퍼층과 흡수층 간의 계면 특성도 전지의 성능에 중요한 역할을 하며, 이 계면의 품질을 개선하기 위한 연구가 활발히 진행되고 있다.

## 작동 원리
CIGS 태양전지는 빛이 흡수층(CIGS)에 도달하여 전자-정공 쌍을 생성하는 원리로 작동한다. 흡수층에서 생성된 전자는 버퍼층을 통해 투명 전도성 산화물(TCO) 층으로 이동하고, 정공은 후면 접촉층으로 이동하여 외부 회로를 통해 전류가 생성된다. 구체적인 작동 과정은 다음과 같다:
1. 광흡수: 태양광이 CIGS 흡수층에 도달하여 전자-정공 쌍을 생성한다.
2. 전자-정공 분리: 내부 전기장에 의해 전자와 정공이 분리된다.
3. 전자 이동: 전자는 버퍼층과 윈도우층을 통해 투명 전도성 산화물(TCO)로 이동한다.
4. 정공 이동: 정공은 후면 접촉층(Mo)으로 이동한다.
5. 전류 생성: 외부 회로를 통해 전자가 이동하면서 전류가 생성된다.
이 과정에서 중요한 역할을 하는 것이 바로 흡수층의 품질이다. 흡수층의 결정 구조와 화학적 조성이 전하 운반 특성과 재결합 특성에 직접적인 영향을 미치기 때문에, 고품질의 흡수층을 제조하는 것이 높은 효율의 CIGS 태양전지를 만드는 핵심이다. 또한, 흡수층과 버퍼층, 그리고 윈도우층 간의 계면 특성을 최적화하여 전하 이동을 원활하게 하는 것도 중요한 연구 과제이다.

## 장점
CIGS 태양전지는 여러 가지 장점을 가지고 있어 차세대 태양전지로 주목받고 있다:
- 높은 효율: CIGS의 높은 흡수 계수로 인해 상대적으로 얇은 층에서도 높은 변환 효율을 달성할 수 있다.
- 유연성: 플렉시블 기판을 사용할 수 있어 다양한 형태와 응용 분야에 적용할 수 있다.
- 광범위한 밴드갭 조절: 갈륨과 셀레늄의 조성을 조절하여 밴드갭을 1.0 eV에서 1.7 eV까지 조절할 수 있어 다양한 빛의 파장을 효율적으로 흡수할 수 있다.
- 내구성: CIGS는 열적, 환경적 안정성이 높아 장기간 사용에도 성능이 유지된다.
- 비용 효율성: 초기에는 제조 비용이 높았으나, 공정 최적화와 대규모 생산을 통해 비용이 점차 감소하고 있다.
- 저광 성능: CIGS 태양전지는 낮은 광도에서도 상대적으로 높은 효율을 유지할 수 있어, 다양한 기후 조건에서 우수한 성능을 발휘한다.

## 단점
- 복잡한 제조 공정: CIGS 태양전지의 제조 공정은 상대적으로 복잡하고 비용이 많이 소요된다.
- 유해 물질 사용: 버퍼층에 사용되는 CdS는 독성이 있는 카드뮴을 포함하고 있어 환경 문제를 일으킬 수 있다.
- 재료 가용성: 인듐과 갈륨은 희귀 금속으로 자원 제한성과 비용 문제가 있다.
- 변환 효율의 일관성 문제: 대규모 생산 시 개별 전지 간의 효율 차이가 발생할 수 있어, 생산 공정의 일관성을 유지하는 것이 중요하다.

## 응용
CIGS 태양전지는 다양한 응용 분야에서 사용될 수 있다:
- 건물 일체형 태양광 (BIPV): 건물 외장재와 통합되어 설치되는 태양광 시스템. CIGS 태양전지는 유연한 특성 덕분에 곡면 및 다양한 형태의 건축물에도 적용할 수 있다.
- 플렉시블 전자기기: 유연한 기판을 사용한 웨어러블 디바이스 및 플렉시블 디스플레이. CIGS 태양전지는 구부러질 수 있는 특성으로 인해 휴대용 전자기기나 웨어러블 디바이스에 적합하다.
- 차량용 태양광: 자동차, 비행기, 드론 등에 적용하여 보조 전원 공급. 특히 전기차의 루프나 보닛에 CIGS 태양전지를 장착하여 충전 효율을 높이는 연구가 진행 중이다.
- 휴대용 충전기: 높은 효율과 유연성을 이용한 휴대용 태양광 충전기. 야외 활동 시 사용되는 소형 전자기기의 배터리 수명을 연장시키는 용도로 많이 사용된다.
- 농업 및 농촌 전력 공급: 농촌 지역의 전력 공급이 어려운 곳에서 태양광 발전을 통해 전력을 공급할 수 있다. CIGS 태양전지는 낮은 광도에서도 높은 효율을 유지할 수 있어, 다양한 환경 조건에서 효과적으로 활용될 수 있다.

## 연구 현황
현재 CIGS 태양전지의 효율 향상과 제조 비용 절감을 위한 다양한 연구가 진행 중이다. 주요 연구 분야는 다음과 같다:
- 버퍼층 개선: CdS를 대체할 수 있는 무독성 재료(ZnS, In2S3 등) 개발. CdS는 독성이 있어 환경에 유해할 수 있기 때문에 이를 대체할 수 있는 친환경 재료 개발이 중요하다.
- 공정 최적화: 대규모 제조 공정의 최적화와 생산 비용 절감. 스퍼터링, 화학적 욕조 증착(CBD) 등 다양한 공정 기법의 최적화를 통해 생산 비용을 줄이고, 효율을 높이는 연구가 진행 중이다.
- 기판 다양화: 플렉시블 기판을 포함한 다양한 기판 재료 개발. 플렉시블 기판을 사용함으로써 응용 분야를 넓히고, 제조 공정을 간소화할 수 있다.
- 계면 공학: 흡수층과 버퍼층 사이의 계면 특성 개선을 통한 효율 향상. 계면 특성을 최적화하여 전하 이동을 원활하게 하고, 재결합을 줄이는 연구가 활발히 진행 중이다.
- 광전 변환 효율 향상: 광 흡수 및 전하 운반 특성 최적화를 통한 변환 효율 증대. 새로운 소재와 구조를 도입하여 전하 운반 특성을 개선하고, 광전 변환 효율을 극대화하는 연구가 이루어지고 있다.
- 고효율 대면적 모듈 개발: 연구실 수준의 고효율을 대규모 생산에서도 유지할 수 있는 기술 개발. 대면적 모듈에서의 효율 저하 문제를 해결하기 위해 균일한 박막 증착 기술과 모듈 인터커넥션 기술 개발이 중요하다.

## 시장 동향
CIGS 태양전지의 시장 점유율은 15% 정도로 정체된 상태이며, PV 시장의 나머지는 결정질 실리콘으로 구성된 전통 태양 전지로 남아있다. 2013년, CIGS의 시장 점유율은 약 2%이며 모든 박막 기술들을 한데 합치면 10% 미만이다. CIGS 전지는 꾸준히 개발되고 있으며, 박막 기술에서 일반화되어 있듯이 저비용을 유지하면서 실리콘과 같은 효율성에 도달할 것을 약속하고 있다. 저명한 CIGS 태양광전지 제조업체로는 일본의 솔라 프론티어, 글로벌 솔라, GSHK 솔라 등이 있다. 이들 기업은 카드뮴이나 납 등의 중금속이 없는 태양 모듈을 생산한다.
최근에는 중국 기업들도 CIGS 태양전지 시장에 진출하여 경쟁력을 높이고 있으며, 이를 통해 생산 비용을 더욱 절감하고 있다. 또한, 유럽 연합은 친환경 에너지 정책의 일환으로 CIGS 태양전지 연구 개발을 지원하고 있으며, 이를 통해 시장 확대를 도모하고 있다. 이러한 노력의 결과로, CIGS 태양전지의 효율과 경제성은 지속적으로 개선되고 있으며, 앞으로 더 많은 응용 분야에서 활용될 것으로 기대된다.

## 결론
CIGS 태양전지는 높은 효율과 다양한 응용 가능성으로 인해 차세대 태양전지로 주목받고 있다. 지속적인 연구와 개발을 통해 CIGS 태양전지의 성능을 향상시키고, 제조 비용을 절감하여 시장 경쟁력을 강화할 수 있을 것이다. 또한, 친환경 재료 개발과 공정 최적화를 통해 환경 문제를 해결하고, 더욱 지속 가능한 에너지 솔루션을 제공할 수 있을 것이다.